# Aarah (Vaavu)
Pour les articles homonymes, voir Aarah.
Aarah est une petite île inhabitée des Maldives.

## Géographie
Aarah est située dans le centre des Maldives, au centre de l'atoll Felidhu, dans la subdivision de Vaavu. 